# 기상기술개발원
기상기술개발원(CATER)은 기상, 기후, 지진 기술 개발사업의 추진기반 확립 및 신연구자원 확보 등을 목적으로 설립된 재단법인이다. 서울특별시 마포구 월드컵북로 434 상암IT타워 12층에 위치하고 있다.

## 연혁
- 2006년 2월 기상지진기술개발사업단 사무국 개소.
- 2006년 8월 기상지진기술개발사업단 기관 정비 완료(평가위원회, 자문위원회, 기획위원회 등 구성)
- 2007년 6월 '기상지진기술개발사업단 연구관리시스템' 구축
- 2008년 2월 기상기술개발사업과 지진기술개발사업을 각각 세부사업으로 분리
- 2009년 9월‘기후변화 감시·예측 및 국가 정책지원 강화’사업 기후과학연구관리단으로 이관
- 2010년 12월 기상지진기술개발사업단 서울로 이전
- 2011년 4월 제2대 정연앙 사업단장 취임
- 2012년 1월 '기후변화 감시·예측 및 국가 정책지원 강화'사업 기후과학연구관리단으로부터 인수
- 2012년 3월 '기상기술개발관리단'으로 기관명칭 변경
- 2013년 1월 '기상기술개발원'으로 기관명칭 변경 및 '차세대도시농림융합기상사업' 인수·수행
- 2013년 4월'기후변화 감시·예측 및 국가 정책지원 강화'사업 APEC 기후센터로 이관

## 조직

### 이사회

#### 기상기술개발원장
- 연구 관리국
  - 기획경영팀
  - 연구평가팀
- 차세대도시농림융합기상사업단
  - 융합기술개발팀
  - 첨단기상기술개발팀
  - WISE플랫폼구축팀